# 게오르크 크리스토프 리히텐베르크

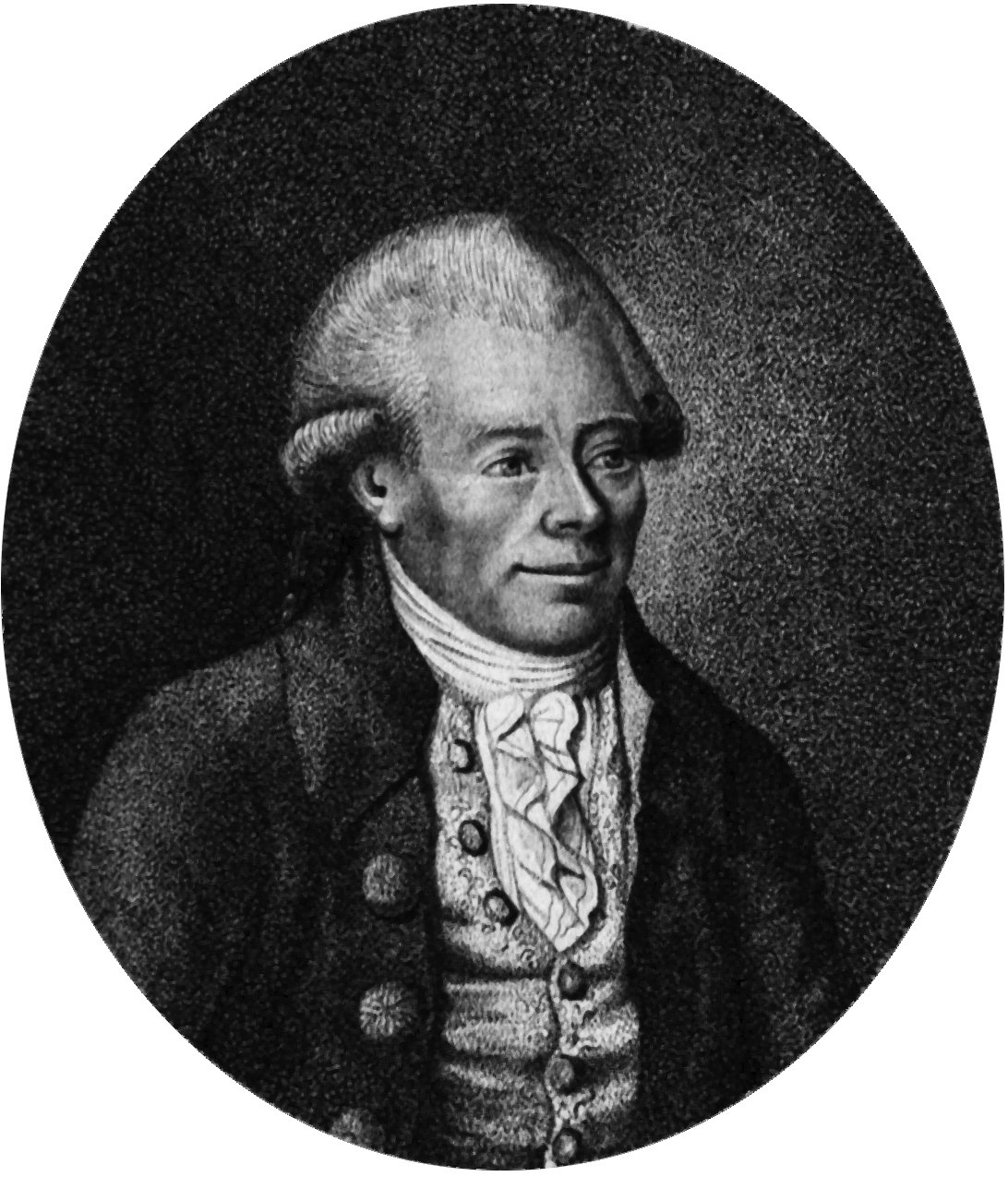
게오르크 크리스토프 리히텐베르크

게오르크 크리스토프 리히텐베르크(독일어: Georg Christoph Lichtenberg, 1742년 7월 1일~1799년 2월 24일)는 독일의 물리학자, 풍자작가이다. 독일 최초의 실험물리학 전문 교수가 되었으며, 방전이 일어난 경로나 발생한 이온의 분포를 나타내는 리히텐베르크 모형을 발견했다. 과학 분야 외에 문학에도 업적을 남기며 지나치게 형이상학적이거나 낭만적인 것에 대한 풍자로 이름을 떨쳤다.